# Archiv města Ústí nad Labem

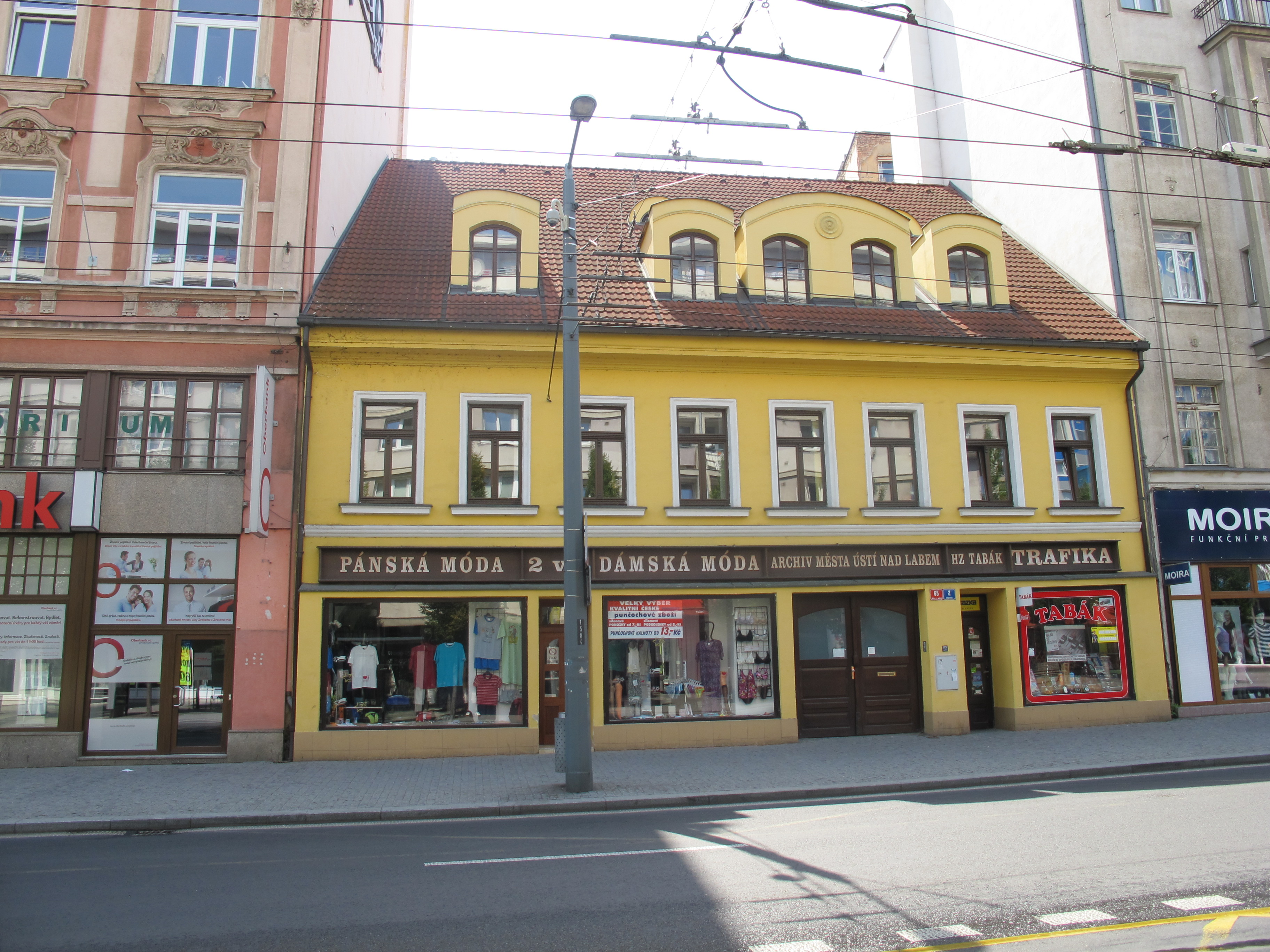
Budova archivu (Hrnčířská 65/2)

Archiv města Ústí nad Labem je archiv zřízený jako odbor Magistrátu města Ústí nad Labem. Archiv se stará o předarchivní péči o písemnosti v městských institucích, jejich přejímání k dlouhodobému uložení a jejich předkládání k studiu. Zároveň se věnuje výzkumu dějin města a okolí. Částečně supluje funkci státního achivu pro okres Ústí nad Labem.
Za vznik archivu se považuje rok 1828, kdy byl pověřen pořádáním městský registrátor Friedrich Sonnewend, kontinuální správa archivu pokračuje teprve od roku 1890, pozice byla dále posílena roku 1986, kdy se Ústí stalo statutárním městem. V roce 2008 byla udělena akreditace archivu.

## Vedoucí a ředitelé
- 1828–1840 Friedrich Sonnewend, městský registrátor
- 1890–1895 Wenzel Hieke
- 1895–1919 MUDr. Alexander Marian
- 1920–1934 PhDr. Franz Josef Umlauft
- 1934–1941 Franz Josef Wünsch
- 1941–1942 Franz Josef Umlauft
- 1942 Walter Hermann
- do roku 1945 Franz Josef Umlauft
- Alfred Piffl
- RNDr. Josef Jirsík, spravoval Karel David
- 1951–1983 Jan Bouček
- 1984–2017 Vladimír Kaiser
- od roku 2017 Petr Karlíček